# استفان ماسالا
استفان ماسالا (انگلیسی: Stéphane Masala؛ زادهٔ ۳۰ اوت ۱۹۷۶) بازیکن فوتبال اهل فرانسه است.